# Международный аэропорт имени короля Мсвати III
Международный аэропорт имени короля Мсвати III (англ. King Mswati III International Airport) — международный аэропорт в Эсватини. С 2014 года является единственным международным аэропортом в государстве, обслуживающим коммерческие рейсы. Рассчитан на обслуживание 360 000 пассажиров в год. Ранее основным аэропортом в государстве был Матсафа.

## Строительство
В 2003 году началось строительство этого аэропорта стоимостью 150 млн долларов США. Правительство Тайваня вложило в проект 22 млн долларов США.
Строительство нового аэропорта стало частью инвестиционной инициативы короля Мсвати III общей стоимостью 1 млрд долларов США, направленной на укрепление позиций Эсватини как туристического направления для таких объектов, как: водопад Виктория, Мапуту, национальный парк Крюгера и заповедники Квазулу-Натал. Однако аэропорт проектировался и строился с 1980 года, и с тех пор открылся международный аэропорт Крюгер-Мпумаланга, а аэропорты Мапуту и Дурбана были модернизированы. Также существуют экологические проблемы, поскольку аэропорт находится недалеко от Королевского национального парка Хлейн и может представлять опасность для редких видов орлов и стервятников.
Международный аэропорт имени короля Мсвати III планировалось заменить аэропорт Матсафа к 2010 году, а последний должен был быть передан под контроль вооружённых сил.
Аэропорт был открыт 7 марта 2014 года, несмотря на то, что у него ещё не было лицензии IATA на эксплуатацию. Эксплуатация началась 30 сентября 2014 года.

## Характеристики
При строительстве закладывалась взлетно-посадочная полоса с CAT 1 длиной 3600 м и пропускной способностью около 300 000 пассажиров в год. Планировалось, что аэропорт будет принимать самолёты Boeing 747 и отправлять рейсы в любую точку мира.